# آيت حمو مالك (آيت مالك)
آيت حمو مالك هو دُوَّار يقع بجماعة آيت يدين، إقليم الخميسات، جهة الرباط سلا القنيطرة في المملكة المغربية. ينتمي الدوّار لمشيخة آيت مالك التي تضم 11 دوار. يقدر عدد سكانه بـ 81 نسمة حسب الإحصاء الرسمي للسكان والسكنى لسنة 2004.

## وصلات خارجية
- البوابة الوطنية للجماعات الترابية
- المندوبية السامية للتخطيط